# Пеканкур
Пеканку́р (фр. Pecquencourt) — коммуна во Франции, регион О-де-Франс, департамент Нор, кантон Сен-ле-Нобль. Расположена в 13 км к востоку от Дуэ и в 31 км к югу от Лилля. Через территорию коммуны проходит автомагистраль А21 «Рокада Миньер».
Население (2017) — 6 011 человек.
В Пеканкуре угольная компания Аниш вела разработку угля из двух шахт — Леме и Бурруа. Обе закрыты в 1984 году.

## Экономика
Структура занятости населения:
- сельское хозяйство — 1,0 %
- промышленность — 15,7 %
- строительство — 8,2 %
- торговля, транспорт и сфера услуг — 19,8 %
- государственные и муниципальные службы — 53,0 %

Уровень безработицы (2017) — 24,8 % (Франция в целом — 13,4 %, департамент Нор — 17,6 %). 

Среднегодовой доход на 1 человека, евро (2017) — 16 850 (Франция в целом — 21 110, департамент Нор — 19 490).

## Демография
Динамика численности населения, чел.

## Администрация
Пост мэра Пеканкура с 2009 года занимает Жоель Пьерраш (Joël Pierrache). На муниципальных выборах 2020 года возглавляемый им левый список одержал победу в 1-м туре, получив 57,63 % голосов.
| Период | Период | Фамилия              | Партия                  | Примечания |
| ------ | ------ | -------------------- | ----------------------- | ---------- |
| 1977   | 1983   | Рене Мерсье          | Коммунистическая партия |            |
| 1983   | 1990   | Люсьен Бурдон        |                         |            |
| 1990   | 2006   | Патрик Ванандревельт | Разные правые           |            |
| 2006   | 2008   | Леон Бревьер         |                         |            |
| 2008   | 2009   | Анри Фонтен          | Коммунистическая партия |            |
| 2009   |        | Жоэль Перраш         | Разные левые            |            |